# Влесно (Псковская область)
Влесно — деревня в Красногородском районе Псковской области России. Входит в состав Партизанской волости Красногородского района.

## География
Расположена на севере района, на берегу озера Влесно, в 23 км к северо-востоку от районного центра, посёлка Красногородск.

## Население
| 2001 | 2002 | 2010 |
| ---- | ---- | ---- |
| 176  | ↘159 | ↘92  |

Численность население деревни по оценке на начало 2001 года составляла 176 жителей.

## История
С января 1995 до июля 2010 года деревня входила в состав Ильинской волости, с июля 2010 до апреля 2015 года —  в состав Партизанской волости, упразднённой в апреле 2015 года в пользу Красногородской волости.